# Lars Fiske
Lars Fiske (né le 21 juillet 1966 à Oslo) est un auteur de bande dessinée et illustrateur jeunesse norvégien. Il est marié à l'illustratrice Anna Fiske (en).
Fiske a réalisé avec Steffen Kverneland une biographie à succès d'Olaf Gulbransson, pionnier de la bande dessinée norvégienne (Olaf G., 2004) et une série de bandes dessinées sur l'art du XIXe siècle (Kanon, 2006-2012, 5 vol.).

## Distinction
- 2004 : Prix Sproing de la meilleure bande dessinée norvégienne pour Olaf G. (avec Steffen Kverneland)
- 2008 :  Prix Urhunden du meilleur album étranger pour Olaf G. (avec Steffen Kverneland)
- 2010 : Prix Sproing Open pour Kanon 3 (avec Steffen Kverneland)
- 2016 : Prix Sproing de la meilleure bande dessinée norvégienne pour Automobilfabrikken Fiske